# Beleg van IJsselstein (1416-17)
Het Beleg van IJsselstein vond plaats tijdens de Hoekse en Kabeljauwse twisten en begon van 5 mei tot 30 mei 1416 met een belegering door Willem VI van Holland. In het voorjaar van 1417 wisten de Van Egmonds terug te keren op hun kasteel van IJsselstein, waarna vanaf 11 juni tot 24 juni 1417 op bevel van Jacoba van Beieren IJsselstein opnieuw belegerd werd.

## Achtergrond
In de nasleep van de Arkelse Oorlogen (1401-1412) voelde graaf Willem VI van Holland zich nog bedreigd door Jan V van Arkel en Jan II van Egmont (alias "met de Bellen"), de heren waren machtige "Kabeljauwen" en verwant met elkaar. Van Arkel werd in 1415 gevangengenomen, maar er waren aanwijzingen dat er een aanslag op de graaf beraamd werd. Van Egmont ontbrak al enige jaren in het bestuur van het graafschap en hield zich al een tijdje op in het buitenland. Willem stuurde per brief dat Van Egmont aan zijn hof moest verschijnen, anders werden zijn goederen verbeurd verklaard. Van Egmont kwam echter niet opdagen, waarna er maatregelen volgden.

### Beleg van 1416
Willem VI stuurt rond 5 mei diverse bodes naar zijn adellijke onderdanen voor een oproep tot "heervaart". Willem neemt vervolgens zijn onderkomen op het "kasteel van Schoonhoven" om het beleg aldaar aan te sturen, waarbij hij de helft van zijn leger naar IJsselstein laat marcheren en de andere bij zich houdt in Schoonhoven.
Terwijl het leger de stad omsingelde en er nog geen grote gevechten plaatsvonden, dienden enkele adellijke verwanten van de heren van Egmont zich aan als Jacob van Gaasbeek en Hubert van Culemborg in Schoonhoven bij Willem VI van Holland. Zij regelden een vrijgeleide plus een afkoopsom van circa 3000 schilden voor de Heren van Egmont, die hun bezittingen van IJsselstein en Egmont moesten inleveren aan het grafelijk domein.

### Beleg van 1417
Willem VI van Holland overlijdt in mei 1417 en de broer van "Jan met de bellen", Willem van Egmont weet met een overtuigende brief aan de bestuurders van IJsselstein duidelijk te maken, dat hij zijn bezittingen weer terug heeft. Waarna hij op 9 juni terugkeert en op 10 juni met zijn volgelingen de bezetting van het kasteel van IJsselstein overmeestert, waarna de Van Egmonds weer in het bezit zijn van hun goederen. Als Jacoba van Beieren dit nieuws hoort stuurt ze Willem Eggert, Jan II van Montfoort en Walraven I van Brederode met hun Hoekse manschappen naar IJsselstein om tot een beleg over te gaan. Op 11 juni arriveerden deze krijgsmannen en in de dagen erna voegden zich ook delegaties uit andere Hollandse en Utrechtse steden daarbij. Er werd materieel meegenomen zoals katapulten en lepelblijdes.
Op 15 juni arriveerde Jan van Beieren, de oom van Jacoba van Beieren, in het Hollandse kamp. Hij wist een overgave op 24 juni tot stand te brengen, waarbij de broers van Egmont in gevangenschap werden afgevoerd. De Utrechters die alle jaren in conflict waren met de IJsselsteiners wisten in het verdrag te bedingen dat het kasteel en alle stadsmuren neergehaald werden.

## Nasleep
Willem en Jan van Egmont werden voor drie maanden gevangen gezet en hun achterban kreeg zelfs een milde straf en moesten alleen de stad IJsselstein verlaten. De gebroeders van Egmont gingen na hun vrijlating naar Gelre, waar ze met Willem van Arkel plannen maakte om hun bezittingen terug te krijgen. Dit resulteerde op 21 november 1417 in een Inname van Gorinchem, gevolgd tot een stadsgevecht op 1 december 1417 met de troepen van Jacoba van Beieren. Waarbij Willem van Arkel sneuvelde, Willem van Egmont gevangen werd genomen en Jan van Egmont wist te ontsnappen. IJsselstein zou binnen 50 jaar weer ommuurd zijn en een nieuw kasteel hebben. Ondanks dat Jan van Beieren, had bemiddeld in het conflict, zou hij uitgroeien tot een tegenstander van zijn nicht Jacoba. Hierbij had hij belangen in het gebied gekregen na de dood van zijn broer Willem VI, zo kreeg hij de bezitting over Woerden en gronden op Voorne.
1297-98: Beleg door Wolfert van Borselen ·
1349: Beleg door Bisschop Jan van Arkel ·
1416-17: Beleg door Jacoba van Beieren ·
1466: Plundering van IJsselstein ·
1482: Beleg door Engelbrecht van Kleef ·
1511: Beleg door Karel van Gelre ·
1606: Beleg door Spinola ·
1940: Bezetting (WO2) ·
1945: Bevrijding (WO2)